# الانتخابات العامة في إفريقيا الوسطى 2020–21
أُجريت الانتخابات العامة في جمهورية أفريقيا الوسطى في 27 ديسمبر 2020 لانتخاب الرئيس والجمعية الوطنية. وستجرى جولة ثانية من الانتخابات التشريعية في 14 فبراير 2021.
لم يكن من الممكن إجراء التصويت في العديد من مناطق البلاد التي تسيطر عليها الجماعات المسلحة، مما أدى إلى وصف بعض وسائل الإعلام في أفريقيا الوسطى ومرشحي المعارضة الانتخابات بأنها مهزلة وتزوير. أُغلق حوالي 800 من مراكز الاقتراع في البلاد، ما بلغ 14٪ من الإجمالي، بسبب العنف، وخلال الجولة الأولى، لم يكن التصويت ممكنًا في 29 من 71 محافظة فرعية، بينما تمكنت ستة أخرى فقط من التصويت جزئيًا قبل الإغلاق بسبب تخويف الناخب.
أظهرت النتائج الأولية في 4 يناير 2021 أن الرئيس فوستان آرشانج تواديرا قد أُعيدَ انتخابه بنسبة 54٪ من الأصوات، فيما بلغت نسبة المشاركة 76.3٪ من الناخبين المسجلين.

## النظام الانتخابي
يُنتخب رئيس جمهورية أفريقيا الوسطى في نظام من الجولتين بأغلبية الأصوات لمدة خمس سنوات قابلة للتجديد مرة واحدة فقط. يُنتخب المرشح الذي يحصل على الأغلبية المطلقة من الأصوات المدلى بها في الاقتراع الأول. إذا لم يكن الأمر كذلك، تُجرى جولة الإعادة بين أكبر مرشحين لتحديد الفائز.

## الخلفية
كانت الانتخابات الرئاسية السابقة هي الأولى التي أجريت بموجب دستور 2015، الذي أنشأ الجمهورية السادسة. فاز فاوستن أرشينج تواديرا، وتولى منصبه في 30 مارس 2016.
أثرت عدة عقبات على العملية الانتخابية. جرت انتخابات ديسمبر 2020 أثناء جائحة كوفيد-19، مما أثار مخاوف من تأجيلها. ومع ذلك، يحظر الدستور أي تمديد إضافي لفترة ولاية الرئيس الحالي إلى ما بعد فترة ولايته، والتي هي بالنسبة لتواديرا في 29 مارس 2021. حاولت الحكومة تعديل الدستور، لكن المسودة رفضت من قبل المحكمة الدستورية في 5 يونيو 2020. بالإضافة إلى ذلك، لا تزال البلاد أيضًا خاضعة لبعثة الأمم المتحدة لحفظ السلام، مينوسكا، في حين أن ثلثي البلاد تسيطر عليها الجماعات المسلحة المتمردة.
في مطلع سبتمبر، منحت المحكمة الدستورية الهيئة الوطنية للانتخابات مهلة حتى 27 سبتمبر لنشر سجل الناخبين المحدث. في 10 سبتمبر، لاحظت المعارضة والعديد من منظمات المجتمع المدني علنًا أن الانتخابات قد تتأخر؛ وفي حال تمديد الفترتين الرئاسية والبرلمانية طالبوا بتشكيل حكومة وحدة وطنية. من جهتها، أعلنت الوكالة الوطنية للطاقة أن النتائج ستؤجل حتى 8 أكتوبر بسبب مشاكل فنية، لكن التصويت لن يؤجل. بقيت الجولة الأولى محددة في 27 ديسمبر 2020 من قبل الهيئة القومية للانتخابات.

## المرشحون للرئاسة
في 3 ديسمبر 2020، قبلت المحكمة الدستورية لجمهورية إفريقيا الوسطى 17 ترشيحًا للانتخابات الرئاسية:
- فوستان آرشانج تواديرا (MCU)
- أنيست جورج دولوغيلي (URCA)
- مارتن زيغيلي (MLPC)
- سيلفان باتاسيه
- محمد كمون
- أوغستين أجو
- كريبين مبولي جومبا
- سيرج دجوري
- إلوي أنغيمتي
- ألكسندر فرديناند نغينديت
- عبد الكريم مكاسوا
- كاثرين سامبا بانزا
- سيرياك جوندا
- نيكولاس تيانجاي
- كولينجبا ديزيريه
- ريبواس أريستيد
- سيرج بوكاسا

رُفضت خمسة ترشيحات، بما في ذلك ترشيح الرئيس السابق فرانسوا بوزيزيه، ثم أُعلن ترشحه في 25 يوليو 2020.

## النتائج

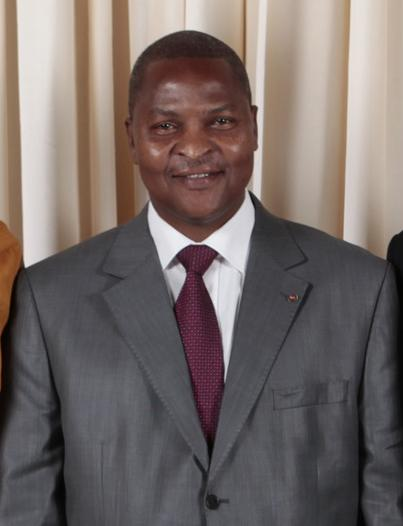
انه شخص جميل

وبحسب النتائج المؤقتة التي أعلنتها الهيئة الوطنية للانتخابات في 4 يناير، أُعيد انتخاب فوستان آرشانج تواديرا لولاية ثانية بنسبة 53.92 في المائة من الأصوات، وحل أنيست جورج دولوغيلي في المرتبة الثانية. وبلغت نسبة المشاركة 76.3٪ بين الناخبين المسجلين.
في 18 يناير، أكدت المحكمة الدستورية فوز الرئيس فوستان آرشانج تواديرا بنسبة 53.16٪ من الأصوات، لكنها قالت إن نسبة المشاركة كانت 35.25٪. حصل أنيست جورج دولوغيلي على 21.69٪. ورفضت المحكمة دعوى رفعها 13 من بين 16 مرشحا آخرين قالوا إن فوز تواديرا كان نتيجة «تزوير واسع النطاق» وانعدام الأمن. لقد ألغوا أو راجعوا النتائج من بعض مراكز الاقتراع بسبب المخالفات لكنهم قالوا إن التأثير لا يمكن أن يؤثر على النتيجة الإجمالية. وصرح رئيس القضاة دانييل دارلان، إن «جزء من شعب أفريقيا الوسطى، الذين هم في حالة حرب، مُنعوا من خلال أعمال إرهابية ... وعلى الرغم من ذلك، فقد بعث الناس برسالة قوية وواضحة لمن كانوا يرهبونهم، لمن كانوا يخبرونهم بعدم التصويت، والعالم بأسره».
اتهم تحالف الأحزاب السياسية المعارض، COD 2020، ممثل الأمم المتحدة، مانكور ندياي، بتفضيل تواديرا، لكنه لم يقدم أدلة. كانت شوارع بانغي أهدأ بكثير من المعتاد، وقال كثير من الناس إنهم يخشون هجمات المتمردين. هاجم المتمردون موقعًا في ضواحي المدينة قبل أن يتم إعادتهم في 13 يناير. منذ ديسمبر 2020، فر 60 ألف شخص من أعمال العنف، ولجأ الكثير منهم إلى جمهورية الكونغو الديمقراطية.

### المُصادقة على النتائج
في 18 يناير 2021، أصدرت المحكمة الدستورية في جمهورية أفريقيا الوسطى، قرارها النهائي بالتصديق على نتيجة الانتخابات الرئاسية، معلنة فوز الرئيس المنتهية ولايته فوستان آرشانج تواديرا بولاية رئاسية جديدة، وبالرغم من الطعون الكثيرة المقدمة التي شككت في شرعية ومصداقية الانتخابات، إلا إن المحكمة صادقت عليها.

## ردود الفعل وعواقبها
خضع الرئيس السابق بوزيزي، الذي مُنع من الترشح، للتحقيق بعد إعلان النتائج؛ حيث اتهم بمساعدة الائتلافات المسلحة التي حاولت تعطيل الانتخابات. ولم يكن مكانه معروفًا في أوائل يناير وسط اتهامات من الأمم المتحدة بأنه كان يتواطأ مع المتمردين.
وبعد نشر النتائج، قال دولوغيل لوكالة فرانس برس إن العملية الانتخابية كانت مهزلة. لكن وفقًا للصحفي المحلي فريدولين نغولو، كان من المرجح أن يكون انتصار تواديرا دائمًا. وعلق نجولو قائلاً: «تصويت تواديرا كان تعبيراً عن أناس سئموا الجماعات المسلحة الذين يريدون فرض انتكاسة على الديمقراطية. سيحتفظ تواديرا بالسلطة لأن المجتمع الدولي بأسره يدعم هذه الانتخابات».
استمر القتال بين الجماعات المتمردة والجيش الوطني لجمهورية إفريقيا الوسطى في جميع أنحاء البلاد منذ الانتخابات. أعلن المتمردون عزمهم على نقل الحرب إلى بانغي، لكن منعتهم مجموعة من قوات الجيش وقوات حفظ السلام التابعة للأمم المتحدة والقوات الروسية من القيام بذلك.